# Jason Earles
Jason Daniel Earles (San Diego, 26 aprile 1977) è un attore e comico statunitense.
È noto soprattutto per l'interpretazione di Jackson Stewart nella serie televisiva Hannah Montana.

## Biografia
Earles è nato il 26 aprile 1977 a San Diego, California. Dopo aver vissuto per lungo tempo in Ohio e nello stato di Washington, si trasferisce in Oregon insieme alla famiglia. Frequenterà la Glencoe High School di Hillsboro. Prima di stabilirsi definitivamente nel sud della California, Earles risiede a Billings, Montana, dove consegue il diploma presso il Rocky Mountain College.

### Gli esordi
Earles ottenne il suo primo ruolo cinematografico nel 2002, interpretando un abile giocatore di poker, amico del protagonista Brain Miller, all'interno della serie televisiva della CBS Still Standing. Nel 2004 fece un breve cameo nel suo primo film, Il mistero dei Templari - National Treasure, come Thomas Gates, antenato dell'attore Nicolas Cage. L'anno seguente fu l'interprete di Ernie Kaplowitz in American Pie Presents: Band Camp.
Nel 2004 fa il suo esordio assoluto su Disney Channel, nello specifico come guest star in due episodi di Phil dal futuro vestendo i panni di Grady Spaggett, un geniale studente appassionato di matematica. Successivamente Earles è apparso nella piattaforma Disney Channel Games del 2006 nella Blue Team e nel 2007 e nel 2008 nel Red Team.
Earles è diventato conduttore di Disney's Sing-Along Bowl-athon (lo speciale di Capodanno 2006 di Disney Channel).

### Il successo conHannah Montana
All'inizio del 2006 partecipa ai provini per interpretare il personaggio di Jackson Stewart nella popolare serie televisiva di Disney Channel Hannah Montana, al fianco dell'attrice e cantante Miley Cyrus. La serie, che debutta negli Stati Uniti d'America il 6 marzo 2006, diventa la serie TV con l'audience più alto di Disney Channel, contribuendo ad accrescere la notorietà di Earles, che dovrà la sua fama internazionale grazie appunto al personaggio da lui interpretato.
Uno degli aspetti più curiosi del suo coinvolgimento nella serie Hannah Montana fu l'età che l'attore aveva all'epoca delle riprese: infatti, mentre il resto del cast, come ad esempio Miley Cyrus, Emily Osment, Mitchel Musso e Moisés Arias, erano poco più che adolescenti, Earles, nonostante dovesse interpretare un ragazzo di 16 anni (Jackson, il fratello di Miley), ne aveva ben 29.
L'attore avrebbe in seguito riportato in un'intervista per il Daily Telegraph che fin dalla nascita egli soffriva della sindrome di Kallmann, la quale gli impediva, nonostante l'età che avanzava, di abbandonare i tratti somatici che aveva sviluppato durante l'adolescenza; l'aspetto infantile lo avrebbe quindi considerevolmente agevolato nell'interpretazione di Jackson.

### Progetti recenti
Nel 2009 ha doppiato Spudnik nel film d'animazione Supercuccioli nello spazio. Earles è poi entrato a far parte del cast della serie Kickin' It - A colpi di karate, in onda dal 13 giugno 2011.

## Filmografia

### Cinema
- Il mistero dei Templari - National Treasure, regia di Jon Turteltaub (2004)
- American Pie Presents: Band Camp, regia di Steve Rash (2005)
- Hannah Montana: The Movie, regia di Peter Chelsom (2009)
- Super Buddies, regia di Robert Vince (2013)

### Televisione
- The Shield - serie TV, 1 episodio (2003)
- Malcolm - serie TV, 1 episodio (2003)
- Still Standing - serie TV, 1 episodio (2004)
- One on One - serie TV, 1 episodio (2005)
- Phil dal futuro - serie TV, 2 episodi (2005-2006)
- Hannah Montana - serie TV, 98 episodi (2006-2011)
- Boston Legal - serie TV, 1 episodio (2008)
- Un papà da salvare (Dadnapped), regia di Paul Hoen – film TV (2009)
- Aaron Stone - serie TV, 1 episodio (2009)
- Kickin' It - A colpi di karate - serie TV, 84 episodi (2011-2015)
- Best Friends Whenever - serie TV, 1 episodio (2016)
- High School Musical: The Musical: La serie - serie TV (2022)

### Doppiatore
- Yin Yang Yo! - serie animata TV, 1 episodio (2009)
- Supercuccioli nello spazio, regia di Robert Vince (2009)
- Fish Hooks - Vita da pesci - serie animata TV, 2 episodi (2010-2014)
- Randy - Un Ninja in classe - serie animata TV, 1 episodio (2013)

## Doppiatori italiani
Nelle versioni in italiano delle opere in cui ha recitato, Jason Earles è stato doppiato da:
- Gabriele Patriarca in Hannah Montana, Hannah Montana: The Movie, Un papà da salvare, Kickin' It - A colpi di karate, Supercuccioli - I veri supereroi, High School Musical: The Musical: La serie
- Gabriele Lopez in American Pie - Band Camp, Phil dal futuro

Da doppiatore è sostituito da:
- Alessio Buccolini in Supercuccioli nello spazio